# Chrysichthys aluuensis
Chrysichthys aluuensis är en fiskart som beskrevs av Risch, 1985. Chrysichthys aluuensis ingår i släktet Chrysichthys och familjen Claroteidae. IUCN kategoriserar arten globalt som sårbar. Inga underarter finns listade i Catalogue of Life.